# Râul Sasca, Șișești
Râul Sasca este un curs de apă afluent al râului Șișești.

## Hărți
- Harta județului Maramureș
- Harta muntii Gutâi  Arhivat în 4 martie 2016, la Wayback Machine.